# Jarosław Martyniuk
Jarosław Petrowycz Martyniuk, ukr. Ярослав Петрович Мартинюк (ur. 20 lutego 1989 w Winnicy) – ukraiński piłkarz, grający na pozycji pomocnika.

## Kariera piłkarska

### Kariera klubowa
Jest wychowankiem szkoły sportowej Karpat Lwów. Pierwszy trener - Ołeh Rodin. Rozpoczął karierę piłkarską najpierw w drugiej i rezerwowej drużynie Karpat, a od sezonu 2006/2007 w pierwszym zespole. 28 lutego 2013 roku został wypożyczony na pół roku do Arsenału Kijów. 9 stycznia 2015 za obopólną zgodą został anulowany. 24 lutego 2015 podpisał kontrakt z białoruskim Szachciorem Soligorsk. W lutym 2016 przeniósł się do uzbeckiego Olmaliq FK. 10 lipca 2016 zmienił klub na cypryjski Ermis Aradipu.

### Kariera reprezentacyjna
W 2008 zadebiutował w młodzieżowej reprezentacji Ukrainy. Wcześniej występował w juniorskich reprezentacjach U-16, U-17 oraz U-19. W 2008 był powoływany do młodzieżowej reprezentacji, ale nie rozegrał żadnego meczu.